# アミューズメント通信社
株式会社アミューズメント通信社（アミューズメントつうしんしゃ、Amusement Press Inc.）は、日本の出版社。
1973年創業、翌1974年に『ゲームマシン』創刊。本社は大阪市北区にあったが、2002年6月に（印刷物としての）『ゲームマシン』が休刊したのに伴い兵庫県西宮市へ移転。休刊後は同名でウェブサイト上より月2回のペースでニュースを配信していた。
2005年9月、コンピュータゲームの歴史を題材にした530ページの大部『それは「ポン」から始まった』（赤木真澄著、ISBN 4-9902512-0-2）を刊行。
2006年10月、『アーケードTVゲームリスト　国内・海外編（1971-2005）』（赤木真澄編、ISBN 978-4990251215）を刊行。
2019年6月1日より、「ゲームマシンアーカイブ」のページが公開される。業界紙「ゲームマシン」の1974年からのバックナンバーをPDFで無償で閲覧できる。
アミューズメント通信社は2022年10月21日、ウェブ版『ゲームマシン』を2022年10月15日号をもって更新しないことを発表。1974年から続いてきた『ゲームマシン』は48年の歴史に幕を閉じる事になった。ウェブ版『ゲームマシン』のアーカイブは当面の間継続する。